# كاها بالوما
کاها بالوما (بالإنجليزية: Caha-Paluma)‏ «الماء المتساقط». في أساطير المايا كاها بالوما خلقت باعتبارها زوجة لأربعة رجال مصنوعين من عجين الذرة. أصبحت في الميثولوجيا المايانية زوجة بالام كويتزي- Balam Quitzé.